# Loma Blanca (Piura)
Loma Blanca es una localidad peruana ubicada en el distrito de Catacaos, perteneciente a la provincia y departamento de Piura, al norte del Perú. 

## Ubicación
Loma Blanca se ubica al sur de la provincia de Piura, en el distrito de Catacaos, en el departamento de Piura.

## Demografía
En 2017 Loma Blanca tenía una población de 2 habitantes.
| Gráfica de evolución demográfica de Loma Blanca entre 1993 y 2017 |
|                                                                   |
| Fuentes: Población 1993 y 2017                                    |